# Durango and Silverton Narrow Gauge Railroad
| Engine 486 Durango & Silverton |                           |                                   |                                   |
| Streckenlänge: | 73,37 km                  |                                   |                                   |
| Spurweite: | 914 mm (engl. 3-Fuß-Spur) |                                   |                                   |
| Maximale Neigung: | 12,3 ‰                    |                                   |                                   |
| Minimaler Radius: | 63 m                      |                                   |                                   |
| |                           |                                   |                                   |
| \| \| 0,0 \| Durango (Colorado) \| 1933 m ü. M. \| \| \| \| W College Drive \| \| \| \| \| W 7th Street \| \| \| \| \| W 8th Street \| \| \| \| \| W 9th Street \| \| \| \| \| W 11th Street \| \| \| \| \| W 12th Street \| \| \| \| \| Main Avenue \| \| \| \| \| E 15th Street \| \| \| \| \| Animas River (69 m) \| \| \| \| \| Huck Finn Pond \| \| \| \| \| Junction Creek (17 m) \| \| \| \| \| E 32nd Street \| \| \| \| \| E 36th Street \| \| \| \| \| Gleisdreieck \| \| \| \| 9,98 \| Home Ranch Siding \| Home Ranch Siding \| \| \| \| Trimble Lane \| \| \| \| \| Hermosa Meadows Road \| \| \| \| \| Lone Pine \| \| \| \| \| Albrecht Lane \| \| \| \| \| Elbert Creek (19 m) \| \| \| \| 18,34 \| Hermosa mit Depot \| 2007 m ü. M. \| \| \| \| U.S. Route 550 \| \| \| \| \| Animas Valley Consolidated Ditch \| \| \| \| \| Lake Mountain Road \| \| \| \| \| Lockes Mountain Road \| \| \| \| \| \| \| \| \| 23,65 \| Pinkerton Siding \| Pinkerton Siding \| \| \| \| U.S. Route 550 \| \| \| \| \| Country Road 250 \| \| \| \| \| \| \| \| \| 28,96 \| Rockwood \| 2233 m ü. M. \| \| \| \| Elbert Creek \| \| \| \| \| Gleisdreieck \| \| \| \| \| Animas River (67 m) \| \| \| \| \| Canyon Creek \| \| \| \| 30,25 \| Tacoma \| 2218 m ü. M. \| \| \| \| Ausweichstelle \| \| \| \| 34,11 \| Tank Creek \| Tank Creek \| \| \| \| Soaring TTA \| \| \| \| \| Grasshopper Creek \| \| \| \| 38,94 \| Cascade Canyon (Wye) \| Gleisdreieck \| \| \| 43,93 \| Old Cascade Siding (Abstellgleis) \| Old Cascade Siding (Abstellgleis) \| \| \| 44,89 \| McCausland´s Bridge (33 m) \| Animas River \| \| \| 46,18 \| Schaaf´s Ranch \| Schaaf´s Ranch \| \| \| 51,97 \| Needleton Watertank \| 2552 m ü. M. \| \| \| \| Watertank Canyon \| \| \| \| \| Animas River (56 m) \| \| \| \| 63,39 \| Elk Creek \| Elk Creek \| \| \| \| Gleisdreieck \| \| \| \| \| Ausweichstelle \| \| \| \| \| Deer Park Creek \| \| \| \| \| Animas River (68 m) \| \| \| \| \| \| \| \| \| \| Mineral Creek (33 m) \| \| \| \| \| Gleisdreieck \| \| \| \| \| Depot \| \| \| \| \| E 10th Street \| \| \| \| 73,37 \| Silverton (Colorado) \| 2837 m ü. M. \| |                           |                                   |                                   |
| Kopfbahnhof Streckenanfang | 0,0                       | Durango (Colorado)                | 1933 m ü. M.                      |
| Bahnübergang |                           | W College Drive                   | W College Drive                   |
| Bahnübergang |                           | W 7th Street                      | W 7th Street                      |
| Bahnübergang |                           | W 8th Street                      | W 8th Street                      |
| Bahnübergang |                           | W 9th Street                      | W 9th Street                      |
| Bahnübergang |                           | W 11th Street                     | W 11th Street                     |
| Bahnübergang |                           | W 12th Street                     | W 12th Street                     |
| Bahnübergang |                           | Main Avenue                       | Main Avenue                       |
| Bahnübergang |                           | E 15th Street                     | E 15th Street                     |
| Brücke über Wasserlauf |                           | Animas River (69 m)               | Animas River (69 m)               |
| Strecke |                           | Huck Finn Pond                    | Huck Finn Pond                    |
| Brücke über Wasserlauf |                           | Junction Creek (17 m)             | Junction Creek (17 m)             |
| Bahnübergang |                           | E 32nd Street                     | E 32nd Street                     |
| Bahnübergang |                           | E 36th Street                     | E 36th Street                     |
| Abzweig geradeaus, nach rechts und von rechts |                           | Gleisdreieck                      | Gleisdreieck                      |
| Dienststation / Betriebs- oder Güterbahnhof | 9,98                      | Home Ranch Siding                 | Home Ranch Siding                 |
| Bahnübergang |                           | Trimble Lane                      | Trimble Lane                      |
| Bahnübergang |                           | Hermosa Meadows Road              | Hermosa Meadows Road              |
| Bahnübergang |                           | Lone Pine                         | Lone Pine                         |
| Bahnübergang |                           | Albrecht Lane                     | Albrecht Lane                     |
| Brücke über Wasserlauf |                           | Elbert Creek (19 m)               | Elbert Creek (19 m)               |
| Bahnhof | 18,34                     | Hermosa mit Depot                 | 2007 m ü. M.                      |
| Bahnübergang |                           | U.S. Route 550                    | U.S. Route 550                    |
| Brücke über Wasserlauf |                           | Animas Valley Consolidated Ditch  | Animas Valley Consolidated Ditch  |
| Bahnübergang |                           | Lake Mountain Road                | Lake Mountain Road                |
| Bahnübergang |                           | Lockes Mountain Road              | Lockes Mountain Road              |
| Brücke |                           |                                   |                                   |
| Dienststation / Betriebs- oder Güterbahnhof | 23,65                     | Pinkerton Siding                  | Pinkerton Siding                  |
| Strecke mit Straßenbrücke |                           | U.S. Route 550                    | U.S. Route 550                    |
| Bahnübergang |                           | Country Road 250                  | Country Road 250                  |
| Brücke über Wasserlauf |                           |                                   |                                   |
| Bahnhof | 28,96                     | Rockwood                          | 2233 m ü. M.                      |
| Brücke über Wasserlauf |                           | Elbert Creek                      | Elbert Creek                      |
| Abzweig geradeaus, nach links und von links |                           | Gleisdreieck                      | Gleisdreieck                      |
| Brücke über Wasserlauf |                           | Animas River (67 m)               | Animas River (67 m)               |
| Brücke über Wasserlauf |                           | Canyon Creek                      | Canyon Creek                      |
| Dienststation / Betriebs- oder Güterbahnhof | 30,25                     | Tacoma                            | 2218 m ü. M.                      |
| Dienststation / Betriebs- oder Güterbahnhof |                           | Ausweichstelle                    | Ausweichstelle                    |
| Brücke über Wasserlauf | 34,11                     | Tank Creek                        | Tank Creek                        |
| Haltepunkt / Haltestelle |                           | Soaring TTA                       | Soaring TTA                       |
| Brücke über Wasserlauf |                           | Grasshopper Creek                 | Grasshopper Creek                 |
| Abzweig geradeaus, nach links und von links | 38,94                     | Cascade Canyon (Wye)              | Gleisdreieck                      |
| Abzweig geradeaus und ehemals von links | 43,93                     | Old Cascade Siding (Abstellgleis) | Old Cascade Siding (Abstellgleis) |
| Brücke über Wasserlauf | 44,89                     | McCausland´s Bridge (33 m)        | Animas River                      |
| Strecke | 46,18                     | Schaaf´s Ranch                    | Schaaf´s Ranch                    |
| Haltepunkt / Haltestelle | 51,97                     | Needleton Watertank               | 2552 m ü. M.                      |
| Brücke über Wasserlauf |                           | Watertank Canyon                  | Watertank Canyon                  |
| Brücke über Wasserlauf |                           | Animas River (56 m)               | Animas River (56 m)               |
| Brücke über Wasserlauf | 63,39                     | Elk Creek                         | Elk Creek                         |
| Abzweig geradeaus, nach rechts und von rechts |                           | Gleisdreieck                      | Gleisdreieck                      |
| Dienststation / Betriebs- oder Güterbahnhof |                           | Ausweichstelle                    | Ausweichstelle                    |
| Brücke über Wasserlauf |                           | Deer Park Creek                   | Deer Park Creek                   |
| Brücke über Wasserlauf |                           | Animas River (68 m)               | Animas River (68 m)               |
| Brücke |                           |                                   |                                   |
| Brücke über Wasserlauf |                           | Mineral Creek (33 m)              | Mineral Creek (33 m)              |
| Abzweig geradeaus, nach links und von links |                           | Gleisdreieck                      | Gleisdreieck                      |
| Dienststation / Betriebs- oder Güterbahnhof |                           | Depot                             | Depot                             |
| Bahnübergang |                           | E 10th Street                     | E 10th Street                     |
| Kopfbahnhof Streckenende | 73,37                     | Silverton (Colorado)              | 2837 m ü. M.                      |

Die Durango and Silverton Narrow Gauge Railroad ist eine Schmalspur-Museumseisenbahn mit 914,4 Millimetern (entsprechen 3 Fuß) Spurweite in den Rocky Mountains im US-Bundesstaat Colorado. Die Strecke verläuft auf einer Länge von 73 Kilometern zwischen den Städten Durango und Silverton. Die heutige Museumsstrecke ist eine Teilstrecke der ehemaligen Denver and Rio Grande Western Railroad.
Die Strecke ist als National Historic Landmark sowie als National Historic Civil Engineering Landmark ausgezeichnet.

## Geschichte
Die Eisenbahn von Durango nach Silverton wurde im Juli 1882 fertiggestellt. Sie wurde schon nach wenigen Jahren als spektakuläre Touristenattraktion bekannt und auch nach Einstellung des Güterverkehrs 1951 im Personenverkehr weiterbetrieben. Die Strecke wurde im Juli 1961 als ein National Historic Landmarks („Nationale historische Wahrzeichen“) anerkannt. Im Oktober 1966 folgte der Eintrag in das National Register of Historic Places („Nationales Verzeichnis historischer Orte“; NRHP). 1969 beschloss die Denver & Rio Grande Railway (D&RGW), die Strecke stillzulegen, was ihr durch die Aufsichtsbehörde angesichts der hohen touristischen Bedeutung aber untersagt wurde. Ab 1971 suchte die D&RGW intensiv nach Käufern für die Strecke und hatte 1979 mit Charles E. Bradshaw Jr., einem Zitrusfrüchte-Farmer aus Florida, Erfolg.
Im Laufe der Zeit war die Strecke Drehort für insgesamt 18 Filme, darunter Denver and Rio Grande (deutsch: Terror am Rio Grande) von 1952.

### Der Waldbrand von 2018
Am 1. Juni löste Funkenflug einer kohlebefeuerten Dampflokomotive auf der Fahrt nach Silverton gegen 10 Uhr nördlich von Hermosa das sogenannte 416 Fire aus. Es wurde in den Folgetagen zusammen mit dem Burro Fire Complex einer der größten Wildnisbrände Colorados und zerstörte bis Ende Juli über 23.000 Hektar Fläche mit einem Sachschaden von über 43 Millionen US-Dollar. Glücklicherweise gab es keine Personenschäden. In den anschließenden Schadenersatzprozessen einigte sich die Bahngesellschaft mit dem Bundesstaat Colorado auf die Übernahme der Kosten für Feuerbekämpfung und Schäden in Höhe von 20 Millionen US-Dollar und verpflichtete sich gleichzeitig zur Umrüstung der Lokomotiven auf Ölfeuerung. In einem zweiten Verfahren willigte die D&SNGR in die unbegrenzte Übernahme von Kosten und Schäden der betroffenen Bevölkerung ein.

## Eigentümerwechsel
1981 kaufte Charles Bradshaw die Strecke mit allen Grundstücken und dem Rollmaterial und investierte gründlich in die Strecke. Die lange Zeit abgestellten Lokomotiven der Typen „K-36“ und „K-37“ wurden wieder in Betrieb genommen, die aus den 1880er Jahren stammenden Personenwagen restauriert. Außerdem wurden neue Wagen dazugekauft, um dem ständig steigenden Strom der Touristen entsprechen zu können. Die Anlagen in Durango wurden großzügig erweitert, Lokschuppen und Lokbehandlungsanlagen repariert und modernisiert. 1989 wurde der aus dem Jahr 1881 stammende Lokschuppen in Durango durch ein Feuer zerstört, alle Lokomotiven dabei beschädigt. Der Lokschuppen wurde 1990 unter Verwendung von Original-Ziegeln des alten Schuppens wieder aufgebaut.
1997 verkaufte Charles Bradshaw die Gesellschaft an die First American Railways Inc., mit Sitz in Hollywood. Ein Jahr später wurde die Gesellschaft erneut verkauft, diesmal an American Heritage Railways, welche darauf ihren Sitz nach Durango verlegte.

## Betrieb
Je nach der Jahreszeit verkehren bis zu drei Zugpaare am Tag. Die Gesellschaft bietet darüber hinaus zahlreiche Sonderaktionen oder die Kombination von Zugfahrt mit anderen Events.

## Fahrzeuge
| Dampflokomotiven  |                                                                      |        |                     |        |             | |  |
| 42                | Baldwin Locomotive Works                                             | 2-8-0  | C-17                | 8626   | 1887        | Ehem. Denver and Rio Grande Railroad (D&RGW) 42, danach Rio Grande Southern Railroad, erworben in 1983, ausgestellt im Museum                                     |  |
| 473               | American Locomotive Company (ALCo)                                   | 2-8-2s | K-28                | 64984  | 1923        | Ehem. D&RGW 473, erworben im März 1981 |  |
| 476               | American Locomotive Company (ALCo)                                   | 2-8-2s | K-28                | 64987  | 1923        | Ehem. D&RGW 476, erworben im März 1981, 1999–2016 im DSNG Museum, wieder in Betrieb seit Februar 2018                                                             |  |
| 478               | American Locomotive Company (ALCo)                                   | 2-8-2s | K-28                | 64989  | 1923        | Ehem. D&RGW 478, erworben im März 1981, seit 2016 im DSNG Museum als Ersatz für die 476                                                                           |  |
| 480               | Baldwin Locomotive Works                                             | 2-8-2s | K-36                | 58558  | 1925        | Ehem. D&RGW 480, ausgemustert 1970, erworben im März 1981 |  |
| 481               | Baldwin Locomotive Works                                             | 2-8-2s | K-36                | 58559  | 1925        | Ehem. D&RGW 481, erworben im März 1981 |  |
| 482               | Baldwin Locomotive Works                                             | 2-8-2s | K-36                | 58541  | 1925        | Ehem. D&RGW 482, ausgemustert 1962, 1991 von der Cumbres and Toltec Scenic Railroad erworben                                                                      |  |
| 486               | Baldwin Locomotive Works                                             | 2-8-2s | K-36                | 58587  | 1925        | Ehem. D&RGW 486, ausgemustert 1962, 1999 von der Royal Gorge Rout Railroad erworben (war dort nur Ausstellungsstück)                                              |  |
| 493               | Baldwin Locomotive Works                                             | 2-8-2s | K-37                | 20550  | 1908        | Gebaut bei D&RG als Normalspur Class 190/C-41, 1928 umgebaut zur K-37 493 der D&RGW, ausgemustert 1970, erworben im März 1981, wieder in Betrieb seit Januar 2020 |  |
| 498               | Baldwin Locomotive Works                                             | 2-8-2s | K-37                | 20640  | 1908        | Gebaut bei D&RG als Normalspur Class 190/C-41, 1930 umgebaut zur K-37 498, erworben im März 1981                                                                  |  |
| Diesellokomotiven |                                                                      |        |                     |        |             | |  |
| 1                 | General Motors Electro-Motive Division bzw. Progress Rail Locomotive | (B-B)  | 50-Ton (Center-Cab) |        | 1957        | erworben von der Arkansas Limestone Railroad |  |
| 5                 | General Motors Electro-Motive Division bzw. Progress Rail Locomotive | (B-B)  | 45-Ton (Center-Cab) | 33857  | Mai 1960    | ursprünglich Algoma Steel Nr. 5, in 2002 von der EBT erworben |  |
| 7                 | General Motors Electro-Motive Division bzw. Progress Rail Locomotive | (B-B)  | 87-Ton (Center-Cab) | 39003  | August 1975 | ursprünglich Algoma Steel Nr. 7, in 2021 an das Colorado Railroad Museum verkauft                                                                                 |  |
| 11                | US Steel                                                             | (B-B)  | 98-Ton (Center-Cab) |        |             | gebaut von US Steel mit GE-Teilen, erworben im März 2006 |  |
| 101               | ALCo                                                                 | (C-C)  | DL-535E             | 602301 | Mai 1969    | Erworben von White Pass and Yukon Railway (WP&YR) in 2020 |  |
| 103               | ALCo                                                                 | (C-C)  | DL-535E             | 602303 | Mai 1969    | Erworben von WP&YR in 2021 |  |
| 106               | ALCo                                                                 | (C-C)  | DL-535E             | 602306 | Mai 1969    | Erworben von WP&YR in 2021 |  |
| 107               | ALCo                                                                 | (C-C)  | DL-535E             | 602307 | Mai 1969    | Erworben von WP&YR in 2020 |  |
| 1201              | Motive Power Equipment & Solutions                                   | (B-B)  | MP2000NG            |        | 2018–2020   | |  |
| 1202              | Motive Power Equipment & Solutions                                   | (B-B)  | MP2000NG            |        | 2018–2020   | |  |
| 1203              | H.K. Porter                                                          | (C-C)  | DE75CT              | 8096   | Januar 1946 | erworben von der Georgetown Loop Railroad in 2017 |  |
| Quelle:           |                                                                      |        |                     |        |             | |  |